# Godspeed You! Black Emperor
Godspeed You! Black Emperor  — канадський пост-рок колектив, який виник в Монреалі, Квебек, в 1994 році. Гурт випускає свої записи на лейблі Constellation Records, який є незалежним лейблом, що також знаходиться в Монреалі.
Раніше група носила назву Godspeed You Black Emperor!. Часто використовуються абревіатури GYBE або GY!BE.
Після виходу дебютного альбому в 1997 році, група регулярно гастролює із 1998 по 2002 рік. У 2003 році група оголосила про безстрокову відпустку, але з 2010 року відновила діяльність.

## Учасники
| Склад - David Bryant – guitar, tapes - Efrim Menuck – guitar, tape loops, клавішні - Mike Moya – guitar - Sophie Trudeau – скрипка - Thierry Amar – контрабас, бас-гітара - Mauro Pezzente – бас-гітара - Aidan Girt – drums, percussion - Timothy Herzog – drums, percussion - Karl Lemieux – film projections | Колишні учасники - Bruce Cawdron — drums, percussion - Norsola Johnson — віолончель - Roger Tellier-Craig — guitar - Grayson Walker — accordion - James Chau — keyboards, harpsichord, guitar - Thea Pratt — French horn - John Littlefair — film projections - Fluffy Erskine — film projections - Peter Harry Hill — bagpipes |

| David Bryant playing guitar | Efrim Menuck playing the guitar on his lap | Mauro Pezzente playing bass guitar | Sophie Trudeau playing the violin |

## Дискографія
Студійні альбоми
- F♯ A♯ ∞ (1997)
- Lift Your Skinny Fists Like Antennas to Heaven (2000)
- Yanqui U.X.O. (2002)
- 'Allelujah! Don't Bend! Ascend! (2012)
- Asunder, Sweet and Other Distress (2015)
- Luciferian Towers  (2017)
- G_d’s Pee AT STATE’S END! (2021)
- No Title as of 13 February 2024 28,340 Dead (2024)